# 7898 Ohkuma
7898 Ohkuma eller 1995 XR1 är en asteroid i huvudbältet som upptäcktes den 15 december 1995 av den japanska astronomen Takao Kobayashi vid Ōizumi-observatoriet. Den är uppkallad efter den japanske amatörastronomen Masami Ohkuma.
Asteroiden har en diameter på ungefär 4 kilometer.